# 나가사키에

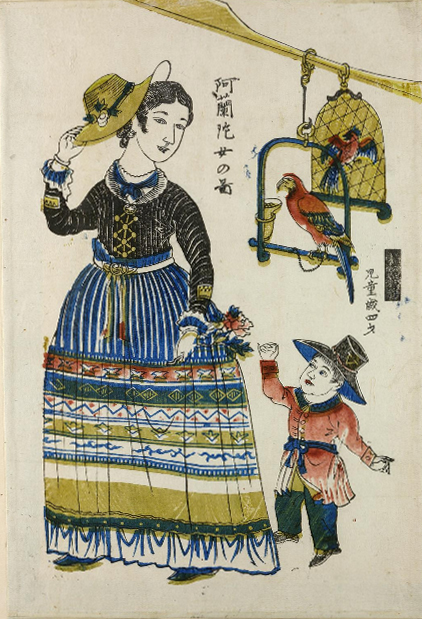
「네덜란드 여자의 그림(オランダ女の図)」 18세기 말. 갓파즈리(合羽摺, 시부가미(渋紙, 감물을 먹인 종이)나 동유지 등 강한 내수성을 지닌 종이에 그림을 그리고 오려내 판으로 만들어 화지 등에 올려 솔로 물감을 칠하는 것) 대영박물관 소장.

나가사키에(長崎絵、ながさきえ)는 에도 시대에 나가사키에서 판행된 우키요에 판화이다. 나가사키 판화(長崎版画、ながさきはんが)라고도 불린다.

## 특색
江에도의 우키요에 판화와 다른 점으로, 청나라의 쑤저우 판화에서 영향을 받은 것이나, 네덜란드 사람이나 청나라 사람의 옷차림, 생활 양식, 소지품 등이 그려지는 점이다.
18세기 반부터 막말에 걸쳐, 히구치 히로시(樋口弘)는 「낮게 눌러서 500점(低く押さえて500点)」이 판행되었다고 한다.
채색에 대해서는, 스미즈리에(墨摺絵, 묵 1색으로만 칠하는 목판화)에 붓에서의 채색, 갓파즈리, 니시키에로 나눠진다. 또, 판화의 재료에 대해서도, 사용하는 종이는 조악한 것으로, 색도 에도에처럼 아름다운 색채는 사용하지 않고, 갈색, 남색, 홍색, 검은색 등으로 그리고 있다.
화가로, 고게츠칸(敲月館), 이소노 분사이(磯野文斎), 세이온(整恩) 등을 들 수 있다. 출판소로 야마토야(大和屋)(이소노 분사이), 하리야(針屋), 도시마야(豊島屋), 분킨도(文錦堂), 마스나가(益永), 우시부카야(牛深屋), 바이코도(梅香堂), 분쇼도(文松堂), 시운도(紫雲堂), 고주도(耕寿堂), 린카도(鄰華堂), 나카무라 소자부로(中村惣三郎) 등을 들 수 있다.

## 주요 화가
- 이소노 분사이(磯野文斎) 생몰년 불명. 에도에서 게이사이 에이센(渓斎英泉)에게서 배워, 나가사키에 니시키에를 가져왔다[2].
- 세이온(整恩) 생몰년 외 이력은 불명. 이소노 분사이의 아내.

## 같이 보기
- 우키요에#우키요에의 종류
- 우키요에#제작법

## 참고 문헌
- 히구치 히로시(樋口弘) (1967년 9월 10일). 《중국 판화 집성(中国版画集成) A　Historical Sketch of Chinese Woodblock Prints》. 미토 쇼오쿠(味燈書屋) Mitoh Sho-oku,Tokyo. ISSN BN07212716 |issn= 값 확인 필요 (도움말).
- 히구치 히로시(樋口弘) (1971년 6월 20일). 《나가사키 우키요에(長崎浮世絵) A Complete Collection of Nagasaki Prints》. 미토 쇼오쿠(味燈書屋). ISSN BN07544614 |issn= 값 확인 필요 (도움말).
- 우에마쓰 유키(植松有希) (2017년 2월 25일). 《나가사키 판화와 이국의 모습(長崎版画と異国の面影) Nagasaki Prints and Visions of Foreign Lands》. 이타바시구립 미술관 외. ISSN BB23329163 |issn= 값 확인 필요 (도움말).